# Mary Treen
Mary Treen, född 27 mars 1907 i St. Louis, Missouri, död 20 juli 1989 i Newport Beach, Kalifornien, var en amerikansk skådespelare. Treen var en flitigt anlitad birollsskådespelare i amerikansk film och tv under mitten av 1900-talet och medverkade i över 200 produktioner.

## Filmografi i urval
- 1934 – Va' ska mamma säga?
- 1935 – Den bortrövade venus
- 1935 – Fröken Provryttare
- 1937 – Ever Since Eve
- 1939 – Eld och lågor
- 1940 – Kitty Foyle – ung modern kvinna
- 1941 – Det kan ingen doktor hjälpa
- 1942 – Oss flickor emellan
- 1943 – Vi spioner
- 1943 – Vi hälsa livet
- 1944 – Casanova ordnar allt
- 1945 – Hon ville inte säga ja
- 1946 – Livet är underbart
- 1952 – Trångt om saligheten
- 1956 – En pappa för mycket
- 1958 – Alla tiders farsa
- 1959 – En man och hans karriär
- 1963 – Nu är det kul igen
- 1975 – Världens starkaste man